# Tellina alternata
Tellina alternata är en musselart som beskrevs av Thomas Say 1822. Tellina alternata ingår i släktet Tellina och familjen Tellinidae.

## Underarter
Arten delas in i följande underarter:
- T. a. alternata
- T. a. tayloriana